# Les Secrets de l'immortel Nicolas Flamel
 (mars 2020).
Si vous disposez d'ouvrages ou d'articles de référence ou si vous connaissez des sites web de qualité traitant du thème abordé ici, merci de compléter l'article en donnant les références utiles à sa vérifiabilité et en les liant à la section « Notes et références ».
Les Secrets de l’immortel Nicolas Flamel est une série de six romans pour la jeunesse écrits par Michael Scott.

## Résumé
Josh et Sophie Newman sont deux jumeaux habitant la ville de San Francisco. Alors qu'ils travaillaient, ils découvrent que le couple de libraires Nick et Perry Fleming sont en réalité les célèbres alchimistes Nicolas et Pernelle Flamel ! Les jumeaux vont donc découvrir de nombreux secrets sur l'immortalité, découvrir le pouvoir des auras et rencontrer des divinités et héros anciens.

## Romans
1. L’Alchimiste, 2008 ((en) The Alchemyst, 2007)
2. Le Magicien, 2009 ((en) The Magician, 2008)
3. L’Ensorceleuse, 2009 ((en) The Sorceress, 2009)
4. Le Nécromancien, 2011 ((en) The Necromancer, 2010)
5. Le Traître, 2012 ((en) The Warlock, 2011)
6. L'Enchanteresse, 2013 ((en) The Enchantress, 2012)

## Ebook Exclusifs
Michael Scott a également écrit deux Ebooks exclusifs venant s'ajouter entre certains des tomes de la saga. Ainsi, "Billy The Kid and The Vampyres of Vegas" et "The Death of Joan of Arc" sont respectivement les tomes numéros 5,5 et 4,5 de la série. En revanche, ils ne sont disponibles qu'en anglais.

### Billy The Kid and The Vampyres of Vegas
Dans cet Ebook, on apprend à connaître Billy The Kid et Scathach sous un nouveau jour. On nous apprend qu'ils se sont rencontrés bien avant la série et qu'ils se sont battus, pour une certaine chose. On peut y voir Scathach traitant avec un Ténébreux, et donc la voir d'une toute autre manière. Une chose est sûre, l'Ombreuse et l'Immortel Américain n'étaient pas tout à fait comme on les voit dans Les Secrets de l'Immortel Nicolas Flamel, et cet Ebook réserve une tonne de surprises.

### The Death of Joan of Arc
Comme son nom l'indique, cet Ebook raconte la rencontre entre Scathach et Jeanne d'Arc, la manière dont cette dernière aurait dû mourir, et la manière dont elle fut sauvée. On comprendra également ce qui fait qu'elles sont si proches dans la série.

## Personnages principaux
- Josh Newman est le frère jumeau de Sophie. Il a une aura d'or sentant l'orange. 
Il est éveillé par Mars Ultor, dans les catacombes de Paris. Le roi Gilgamesh lui a enseigné la magie de l'eau dans L'ensorceleuse. Il apprend également la magie du feu auprès de Prométhée dans Le Nécromancien et celle de l'air avec Virginia Dare dans Le Traître. 
Il sera toujours méfiant envers Nicolas Flamel, depuis que l'alchimiste aura laissé Hécate éveiller Sophie, sachant qu'elle aurait pu en mourir. Flamel lui donnera Clarent, l'épée de feu, qui est la jumelle d'Excalibur, l'épée de glace. Il apprendra à la manier grâce à l'enseignement de Scathach et de Jeanne, ainsi qu'aux connaissances de Mars, qu'il lui a données pendant son éveil.
Dans Le Nécromancien. Josh change de camp et va du côté du Dr John Dee et de Virginia Dare en appelant l'Archonte Coatlicue, surnommée "la mère de tous les dieux". Il semble y avoir un lien entre Josh et Clarent, une des épées de puissance. Dans L'Enchantresse Josh apprend qu'il "est/était/sera" Marethyu, la Mort, le Destructeur des mondes et de Danus Talis.

- Sophie Newman est la sœur jumelle de Josh. Elle a une aura d'argent sentant la glace à la vanille.
Elle a été éveillée par Hécate dans L'alchimiste. Elle a appris la magie de l'air par la sorcière d'Endor, celle du feu par le comte de Saint-Germain, celle de l'eau grâce au roi Gilgamesh et celle de la terre par Tsagaglalal. Elle deviendra à son tour méfiante envers l'alchimiste dans L'ensorceleuse. Elle possède tous les souvenirs de la sorcière d'Endor. Elle est moins impulsive que son frère et plus fidèle envers ses amis.

- Nicolas Flamel est un immortel français. Il a une aura verte sentant la menthe poivrée.
Il a plus de 680 ans. Il était le gardien du Codex avec sa femme Pernelle. Il fut le maître de Shakespeare, du Comte de Saint-Germain et du Dr John Dee. Il est l'ennemi du Dr John Dee qui les poursuit, lui et Pernelle, depuis des siècles pour récupérer le Codex lorsque ces derniers en étaient encore les propriétaires. Il est assez mystérieux sur certains périodes de sa vie. Il est surnommé "l'Alchimiste".

- Pernelle Flamel est la femme de Nicolas Flamel, son aura est blanche presque transparente (mais elle la protège par d'autres couleurs) et n'a pas d'odeur. Elle est âgée de presque 690 ans. C'est aussi une septième fille d'une septième fille, ce qui donne accès a de nombreux pouvoirs, comme parler aux fantômes. Comme son mari, elle était la gardienne du Codex. Crainte par Dee et les Ténébreux, elle a de puissants pouvoirs, mais elle se cache dans l'ombre de son mari. Elle est donc sous-estimée par ses adversaires. Elle est capturée par Dee et enfermée à Alcatraz dans L'alchimiste. Elle prendra possession de l'île avec l'aide d'Aréop-Enap, la déesse araignée. Elle pactisera avec les Aînées Macha et Badb, les sœurs maudites de Morrigan, la Déesse Celte des Corbeaux. Elle est surnommée "l'Ensorceleuse".

- Scathach est la déesse celte de la guerre. Elle a une aura grise.
C'est une Aînée de la 2e génération et un vampire végétarien. Elle a environ 10 000 ans mais a l'air d'en avoir 17 et en prétend 2000. Elle accompagnera l'alchimiste et les jumeaux dans leurs aventures mais sera emportée par Dagon dans la Seine. C'est une grande amie de Jeanne d'Arc, qu'elle a instruite. Elle fut la créatrice de la plupart des arts martiaux et forma les plus grands Héros de l'Histoire. Pour avoir aidé les humains lors de la Chute du Danu Talis, elle fut répudiée par sa famille avant de sauver leur vie quelques années plus tard. Elle parle peu de ses parents et de son frère. Elle a une sœur jumelle (Aifé) mais elles se seraient embrouillées il y a longtemps à cause d'un garçon, elles ne se parlent plus. Scattach est aussi appelée "l'Ombreuse", la "Déesse Guerrière", "la faiseuse de roi", "la Tueuse Diabolique" et Scatty. Sa grand-mère est la sorcière d'Endor, son grand-père présumé étant Mars Ultor.

- John Dee est un immortel anglais du côté des Ténébreux. Il a une aura jaune sentant le soufre et l'œuf pourri. Il travailla longtemps à la cour de la reine d’Angleterre Elisabeth.
Il a plus de 450 ans. Ennemi juré et ancien apprenti de Nicolas Flamel, il le poursuit depuis des siècles pour le compte des Ténébreux. Il s'emparera d'une partie du Codex et capturera Pernelle lors de la destruction de la librairie de Flamel. Il apprend à Josh que l’on peut changer l’odeur de son aura, sauf les Ors et les Argents. Il possède dans un premier temps Excalibur, l'épée de Glace, et détruira Hécate grâce à elle par l'intermédiaire de son Royaume des Ombres. Il récupérera Clarent, l'épée Élémentaire de feu, celle-ci fusionna avec Excalibur : Le roi Gigalmesh s'approche de cette épée et prononce la phrase de la prophétie : "Les deux qui ne font qu'un et celui qui est tout" à la fin de "L'Ensorceleuse", après la poursuite des jumeaux près de Stonehenge.
Dans "Le Nécromancien", Dee est utlaga : sa tête est mise à prix à la suite de quoi il s’alliera à Virgina Dare. À la fin du Traître on apprend que ses maîtres sont Isis et Osiris. Vers la fin de L'Enchanteresse, il meurt en compagnie de Scathach et de Virginia Dare.

- Jeanne d'Arc a été formée par Scathach, sa meilleure amie. Elle a été sauvée du bûcher par cette dernière. Elle est devenue immortelle grâce à la perfusion de sang de Scathach après son sauvetage et fuite avec elle. Femme de Saint-Germain, elle se retrouvera coincée au Pléistocène avec Scathach, en réalité elles ont été téléportées sur l'ancienne cité de Danu Talis. C'est également la seule "humani", avec Sophie, à posséder une aura d'argent.

- Saint-Germain Ancien élève de Nicolas Flamel, il a dérobé le secret du feu à Prométhée. Il enseignera cet élément à Sophie. Son aura est rouge et sent la feuille brûlée.
On apprend dans le tome 2 qu'il aurait trouvé son immortalité lors d'un voyage au Pérou. Il est également une star de rock et est marié à Jeanne d'Arc. Il possède des dizaines de tatouages de papillons sur les bras, il les appelle des déclencheurs. Il expliquera à Sophie que c'est une manière plus facile d'invoquer ses pouvoirs et, dans ce cas, un certain élément.

## Personnages secondaires
- Hécate : déesse aux trois visages, elle prend l'apparence d'une jeune fille le matin, d'une femme d'âge mûr l'après-midi et celle d'une vieille femme le soir. Elle vit dans un des royaumes des Ombres dans l'Arbre-Monde Yggdrasill. Elle réussit à éveiller Sophie avant que Dee ne détruise son royaume ainsi que la déesse avec l'épée Excalibur.

- Bastet : Déesse des chats, elle est du côté des Ainés et de John Dee, avant que celui-ci ne devienne Utlaga. Elle aide le magicien à s'emparer des jumeaux. Elle est la mère d'Aton (le maître de Nicolas Machiavel) et d'Anubis.

- Morrigan : La déesse aux corbeaux. Elle aide John Dee et Bastet pour récupérer les jumeaux et les deux pages du Codex mais aide Pernelle à s'échapper du pénitencier fédéral d'Alcatraz. Elle a deux sœurs qu'elle enchante avec une malédiction puissante[réf. nécessaire] : Macha et Badb. Elles se partagent toutes les trois le même corps.

- Dora, la Sorcière d'Endor : Elle vit à Ojai. Son aura est marron. Elle fait partie des Ainés mais elle préfère aider les humains.
Elle est la grand-mère de Scathach et Aifé des Ombres. Elle apprend à Sophie la magie de l'Air et lui offre tous ses pouvoirs, ses souvenirs afin qu'ils puissent aider les jumeaux dans leurs batailles contre les Ténébreux. Son vrai nom, son nom caché comme le dit Prométhée, est Zéphanie. De plus, elle est la femme de Mars Ultor et la sœur de Prométhée. On pensera que c'est une ennemie par la suite car, Sophie ne contrôlant pas ses souvenirs, on l'accuse de vouloir voler le corps de Sophie.

- Prométhée, le Maître du Feu : Il est le frère de la Sorcière d'Endor et possédait le secret du feu jusqu'à ce que le comte Saint-Germain le lui vole qui la lui-même volé. Il vit dans son Royaume des Ombres. Il apprend la magie du feu à Josh. Lui et Mars Ultor étaient des amis très proches. Il est également le "père" des humains leur ayant donné vie dans l'une des anciennes cités des Anciens, grâce à son aura. Il se sacrifiera pour que Niten puisse vivre et que les défenseurs des humains gagnent la guerre.

- Tante Agnès : Mystérieuse tante des deux jumeaux, Josh et Sophie, mais n'a aucun lien de parenté avec eux. Elle est en réalité Tsagaglalal "Celle Qui Observe", première du Peuple Premier et épouse d'Abraham le Juif.

Elle est la sœur de Gilgamesh
- Isis et Osiris : Aînés, on découvre à la fin du tome cinq qu'ils sont en réalité les parents de Josh et Sophie et les maîtres de Dee. Au début du tome 6, Osiris enlève l'immortalité de Dee. À la fin du tome 6, on apprend qu'ils ne sont pas les parents de Josh et de Sophie, qu'ils ont trouvé Josh dans un campement néandertalien et Sophie dans les steppes de la Russie actuelle au milieu du Xe siècle. On découvre aussi que Isis et Osiris ne sont ni des Aînés, ni des Archontes mais des Seigneurs de la Terre, plus anciens que les autres races. Ils sont à la fin tués par Josh avec Clarent et Excalibur.

- Nicolas Machiavel ou parfois Niccolò Machiavelli : Immortel vivant à Paris, il est au service d'Aton. John Dee fait appel à lui dans le Magicien afin qu'il s'empare des jumeaux. Il devient gentil dans le tome 6 et aide les Flamel et leurs amis. Il deviendra le professeur de Billy The Kid, l’immortel américain. Son aura est grise et sent le serpent.

- Dagon : Serviteur de Machiavel depuis quatre cents ans. Il essaie de tuer Scatach.

- Juan Manuel de Ayala : Fantôme, il aide Pernelle à créer une diversion lors de l'emprisonnement de celle-là à Alcatraz. Il est également le premier homme à qui appartenait l'île.

- Aréop-Enap : Déesse araignée, elle fait partie des Aînées, et est enfermée dans la prison d'Alcatraz. Elle s'en échappe avec l'aide de Pernelle. Elle tue un Karkinos, un crabe géant qui veut dévorer les Flamel et leurs amis.

- Mars Ultor : Surnommé "le vengeur", il est "le Dieu Endormi", un des Aînés de Paris, où il dort dans les catacombes jusqu'à ce que Josh vienne à lui en espérant éveiller ses pouvoirs. Dans le tome V (Le Traître), Zéphanie, la Sorcière d'Endor, le délivre de la prison dans laquelle elle l'avait enfermé car le monde à de nouveau besoin d'un "chasseur de monstres" pour repousser la menace qui plane sur San Francisco.

- Marethyu dans l'ancienne langue de Danu Talis son nom signifie « la mort »... Personnage énigmatique, son symbole est le crochet parfois confondue avec la demi-Lune. Il apparaît clairement dans le tome V : le Traître. À la fin du tome 6, on découvre qu'il est en fait Josh et que son crochet a été formé grâce à la fusion d'Excalibur, Clarent, Joyeuse et de Durandal qui ont remplacé sa main.

- Aifé des Ombres sœur aîné et jumelle de Scathach. Son nom se prononce i-fa des Ombres. Elle aimerait Niten. Celui-ci l'avoue à Sophie lorsque Aifé disparaît avec Coatlicue. On apprend à la fin du tome 6 (L'Enchanteresse) que Niten et Aifé des Ombres se marient.
- Palamède : immortel, Ami de William Shakespare et des Flamel, il les aide dans leur quête. Son aura est verte et a l'odeur des clous de girofle.
- Shakespeare : Immortel, ami de Palamède et des Flamel, il apporte aussi son aide dans la quête. Son aura est jaune et sent le citron.
- Billy The Kid alias William H. Bonney : Immortel américain, ami et élève de Machiavel. Il est au service de Quetzalcóatl. Il devient gentil dans le tome 6 et aide les Flamel et leurs amis après concertation avec Machiavel. C'est en partie grâce à lui que Machiavel décide de se retourner contre les Ténébreux (on l'apprend dans le Tome 6). Son aura est rouge et sent le piment de Cayenne.

## Histoire
L’histoire commence par le Temps avant le Temps. L’Univers se tissa, les galaxies apparaissent, les systèmes stellaires se créent et des planètes se formèrent. 
La Terre était différente car elle habritait la vie.
Dans les livres, les êtres originaux sont les Seigneurs de la Terre, des Dieux surpuissants qui avaient tous les pouvoirs.
Puis les Anciens, des créatures tout aussi puissantes que leurs prédécesseurs. Ils ont créé une ville aux limites du monde dans lequel ils vivaient.
Les Archontes, douze grands scientifiques qui essayaient toutes sortes de choses, leur plus grande faiblesse. Car certains ont commencé à essayer leurs expériences sur eux, comme Coatlicue, la belle Archonte est devenu un monstre et fini enfermé dans un Royaume des Ombres lointains. 
Les Grands Aînées qui ont sorti Danu Talis, une immense île, des fonds marins.
Leurs successeurs, les Aînées, commencèrent à s’attaquer à leurs prédécesseurs. Ils attaquèrent les Archontes, les Anciens et anéantissèrent les Seigneurs de la Terre.
Le Peuple Premier, peuple créé par Prométhé, un Aîné qui fût banni après cette création. Les derniers du peuple disparurent dans le Royaume des Ombres de Prométhé. Les seuls qui survivent furent Tsagaglalal, celle qui Observe, et Gilgamesh, le Roi Déchu.
Les humanis, descendants du peuple premiers. Abraham le Juif était un humani qui fit de nombreuses découvertent, comme la Mutation, la transformation d’un être qui atteint un âge avancé. Quand la Mutation d’Abraham commença, il se transforma en or massif. Avant de mourir, il ne pouvait plus parler et créa le Codex, un livre qui regroupe toutes ses connaissances et créa des tablettes en émeraudes pour écrire à des personnes qui les liront des millénaires plus tard. Abraham coopéra avec Cronos, Aîné voyageant dans les couloirs du temps, pour voir quel futur serait le meilleur pour leur monde.

## Magies
Dans les romans, il existe 4 magies élémentaires : l'air, le feu, la terre et l'eau. Il existe une magie plus puissante que les autres : l’Éther, la magie du temps. Elle ne peut être apprise uniquement si la personne connait déjà les 4 autres Magies Élémentaires.

## Les épées de puissance
Les épées de puissances sont des épées magiques plus vieilles que la terre. Celle que Josh utilise s'appelle Clarent, l'épée de feu et jumelle d'Excalibur, mais le Dr. Dee la récupère dans l'Ensorceleuse. Le Dr. Dee se sert d'Excalibur, l'épée de glace, pour détruire le Royaume des Ombres d'Hécate dans l'Alchimiste. La troisième épée de puissance se nomme Joyeuse, l'épée de terre. Avant que Dee ne se serve Excalibur, c'était la dernière épée de puissance à avoir été utilisée sur terre, et le docteur la possède elle aussi. Enfin, la quatrième épée de puissance se nomme Durandal, l'épée de l'air. Dee la possède également.
Les épées ont le pouvoir de créer des nexus, sorte de portail qui permettent de se déplacer dans le temps et l'espace instantanément.